# ミライヘノツバサ
ミライヘノツバサ（英:Miraieno Tsubasa, 2013年4月27日 - ）は、日本の競走馬。主な勝鞍は2020年のダイヤモンドステークス。

## 経歴

### デビュー前
2013年4月27日、TTGの一角として名を馳せたグリーングラスや本馬の祖母タムロチェリーなどを生産した青森県の諏訪牧場で誕生。タムロチェリーは繁殖入り後3頭の仔を残したが、がんのため8歳で早世しており、その唯一の後継繁殖牝馬が本馬の母タムロブライトである。
その後、2014年7月14日のセレクトセールに「タムロブライトの2013」として上場。後にオーナーとなる三島宣彦と管理調教師となる伊藤大士も会場に出向いていたが、両者が事前にピックアップしていた馬はいずれも予算オーバーで購入できず、帰ろうとした時に偶然すれ違ったのが本馬であった。「この馬がセラれるところも見ていこう」という話になり、1000万円で三島が落札。伊藤厩舎に入厩しデビューとなった。

### 2015年（2歳）- 2016年（3歳）
2015年10月17日東京の2歳新馬戦に鞍上内田博幸でデビュー。ここは6着に敗れるも、次走の未勝利戦では2着に入った。
翌2016年、年明け2戦目となる3歳未勝利戦で初勝利を飾る。次走の山吹賞（500万下）ではスローの中で2番手から競馬を進めると、最後は逃げ馬を交わして勝利。これで自己条件連勝となり、中央競馬クラシック三冠路線に入ることとなった。
クラシック初戦の皐月賞には中1週で臨むこととなったが、伊藤調教師は「順調にきてますね。心肺機能の素晴らしい馬。こういう状態で使えるのは心強い」とし、調教助手も「器用さは中山で生きると思います」とコメント。しかし12番人気で臨んだレース本番では、終始後方のまま11着に敗れた。
その後はラジオNIKKEI賞8着と阿寒湖特別（1000万下）5着を挟み、習志野特別（1000万下）で2番手から抜け出し3勝目を飾る。迎えた菊花賞では逃げの手を打ち、最後は失速して13着に敗れたものの、鞍上の藤岡康太は「直線半ばまで踏ん張ってくれましたし、よく頑張っています。先々楽しみです」とコメントした。
クラシックでの上位入線はならなかったが、伊藤調教師にとっては管理馬初の牡馬クラシック出走、牝馬を含めても2014年にクリスマスが優駿牝馬に出走して以来のクラシック参戦となった。伊藤調教師は「私の厩舎を初めて皐月賞や菊花賞に連れて行ってくれた馬になりました。当然、期待はどんどん大きくなりました」と語っている。

### 2017年（4歳）
年明け初戦には自己条件の迎春ステークス（1600万下）を選択し、2番手追走から抜け出す競馬で2馬身差の快勝を飾る。続くアメリカジョッキークラブカップでは3番人気に推され、最終コーナーで先頭に立つ積極策を敢行したが、最後は内のタンタアレグリアと外のゼーヴィントに差し切られ3着に惜敗した。
次走の日経賞では逃げ馬を2番手から追走する絶好の展開の中、最後の直線で一気に先頭に立ったものの、ゴール前でシャケトラの差し脚に屈し2着。鞍上の藤岡佑介は「中身のあるいい競馬でしたが、あそこまでいったら勝ちたかったです。悔しいですね」とコメントした。
重賞での好走を続けていた本馬だったが、日経賞出走後に右前脚の屈腱炎を発症。約1年6カ月の長期休養を余儀なくされた。

### 2018年（5歳）- 2019年（6歳）
2018年のオールカマーで復帰（10着）したものの、脚元の不安から調教は坂路のみとなり、「だましだまし休みながら使わざるをえない形」となる。2019年福島テレビオープンの3着以外はオープン戦でも二桁着順を重ねるなど精彩を欠く競馬が続き、年末には初のダート戦に挑んだものの離された最下位に大敗した。

### 2020年（7歳）
明けて7歳となり、伊藤調教師は「自分の不甲斐無さもあって大きなタイトルを取らせてあげる事が出来なかった……」「芦毛だから誘導馬として生かしてあげる手はあるのでは……」と考えたという。JRAに相談した結果、引退後は馬事公苑に預けられることが決まり、オーナーとの話し合いの後「『じゃあ、とりあえずもう1回使おう』と。そこで10着以下に負けるようなら即、馬事公苑に引き取ってもらおう」との思いから白富士ステークスへの出走が決定した。
「ラストランとなるなら悔いの残らないように仕上げよう」と調教を積んで迎えたレース本番では、出走馬14頭中最低人気ながら勝ち馬と0.6秒差の8着に好走した。この結果を受け、再び調教を積んでダイヤモンドステークスに出走することとなった。

#### ダイヤモンドステークス
ダイヤモンドステークス (東京芝3,400m)は賞金順で除外の可能性もあったことから、それより1マイル短い小倉大賞典 (小倉芝1,800m)への登録も行っていたが、除外は無く出走が決定。鞍上には前走から引き続いての騎乗となる木幡巧也を迎えた。大外枠からの出走となったレースでは中団に位置を取って競馬を進めると、最後の直線では内に進路を取り、外から伸びて来たメイショウテンゲンとの叩き合いをハナ差で制して優勝した。
これが重賞初制覇となり、伊藤調教師にとっても管理馬初の重賞制覇、本馬の父ドリームジャーニーにとっても産駒初の中央重賞制覇、青森県産馬によるJRA重賞制覇は2008年ローズステークスのマイネレーツェル以来12年振りという快挙続きの勝利となった。さらに本馬の単勝オッズは出走馬16頭中最低人気の325.5倍であり、重賞での単勝高配当記録としては1989年エリザベス女王杯のサンドピアリス（430.6倍）と1998年日経賞のテンジンショウグン（355.7倍）に次ぐ史上3番目の高配当となった。鞍上の木幡巧はこれが2度目の重賞勝利となった。
レース後、鞍上の木幡は「相手の勢いが良かったし、負けたかと思いました。踏ん張ってくれて感謝しています」とコメント。伊藤調教師は「重賞初制覇まで長かったですね。今まで重賞を取らせてあげられなかった馬もたくさんいました。それでも我慢してやってきたことが恩返しになってくれたのかなとも思います」と語った。

#### 引退
ダイヤモンドステークス後は天皇賞（春）に出走するも12着、次走の目黒記念は13着に敗れる。目黒記念出走後には再び右前脚に屈腱炎を発症し9カ月以上の休養を要する見込みとなったため引退が決定し、6月5日付で競走馬登録を抹消。引退後は東京競馬場で誘導馬となった。

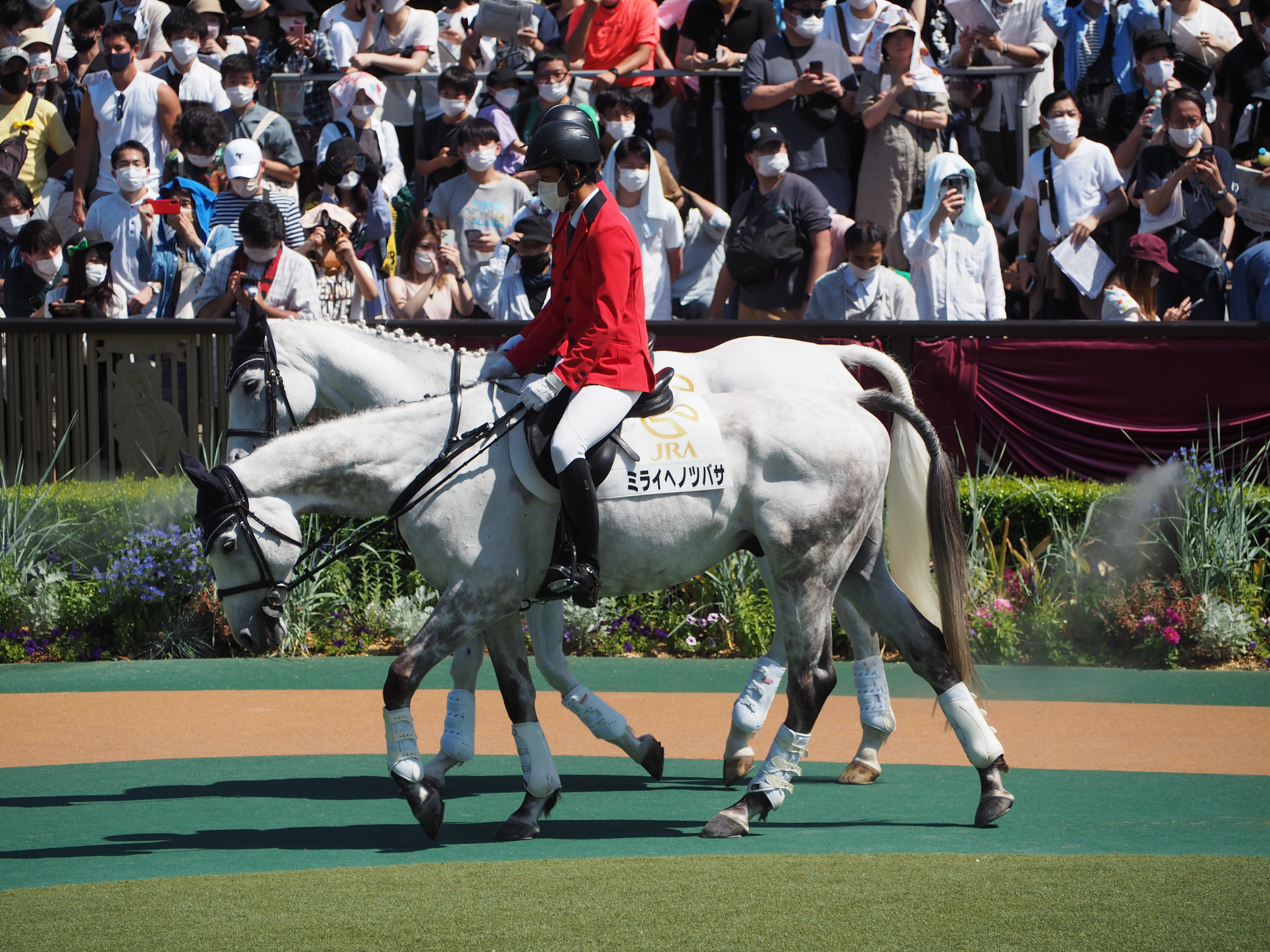
誘導馬としてのミライヘノツバサ

## 競走成績
以下の内容は、netkeiba.comの情報に基づく。
| 競走日     | 競馬場 | 競走名         | 格       | 距離（馬場）  | 頭 数 | 枠 番 | 馬 番 | オッズ （人気） | 着順 | タイム （上がり3F） | 着差 | 騎手      | 斤量 [kg] | 1着馬（2着馬）         | 馬体重 [kg] |
| ---------- | ------ | -------------- | -------- | ------------- | ----- | ----- | ----- | --------------- | ---- | ------------------- | ---- | --------- | --------- | ---------------------- | ----------- |
| 2015.10.17 | 東京   | 2歳新馬        |          | 芝1800m（稍） | 12    | 6     | 7     | 022.90（5人）   | 06着 | R1:54.1（34.6）     | -0.9 | 0内田博幸 | 55        | アグレアーブル         | 476         |
| 0000.12.12 | 中山   | 2歳未勝利      |          | 芝2000m（良） | 18    | 8     | 18    | 010.60（5人）   | 02着 | R2:03.2（36.0）     | -0.6 | 0内田博幸 | 55        | ステイパーシスト       | 482         |
| 2016.01.05 | 中山   | 3歳未勝利      |          | 芝2000m（良） | 15    | 6     | 10    | 007.20（5人）   | 03着 | R2:00.9（35.2）     | -0.2 | 0内田博幸 | 56        | ラグルーラ             | 484         |
| 0000.01.23 | 中山   | 3歳未勝利      |          | 芝2200m（良） | 16    | 4     | 8     | 006.00（4人）   | 01着 | R2:14.4（35.7）     | -0.2 | 0内田博幸 | 56        | （ユニゾンデライト）   | 482         |
| 0000.04.02 | 中山   | 山吹賞         | 500万下  | 芝2200m（良） | 9     | 6     | 6     | 014.90（5人）   | 01着 | R2:16.1（34.4）     | -0.1 | 0内田博幸 | 56        | （リッチーリッチー）   | 486         |
| 0000.04.17 | 中山   | 皐月賞         | GI       | 芝2000m（良） | 18    | 3     | 6     | 124.3（11人）   | 12着 | R1:59.9（35.7）     | -2.0 | 0柴田大知 | 57        | ディーマジェスティ     | 482         |
| 0000.07.03 | 福島   | ラジオNIKKEI賞 | GIII     | 芝1800m（良） | 16    | 4     | 7     | 017.7（10人）   | 08着 | R1:47.5（35.2）     | -0.5 | 0内田博幸 | 53        | ゼーヴィント           | 494         |
| 0000.07.30 | 札幌   | 阿寒湖特別     | 1000万下 | 芝2600m（良） | 13    | 4     | 5     | 007.50（4人）   | 05着 | R2:40.6（36.9）     | -1.3 | 0勝浦正樹 | 54        | カフジプリンス         | 492         |
| 0000.10.01 | 中山   | 習志野特別     | 1000万下 | 芝2000m（良） | 13    | 8     | 12    | 006.60（2人）   | 01着 | R2:01.6（35.1）     | -0.2 | 0柴田大知 | 55        | （ストレンジクォーク） | 488         |
| 0000.10.23 | 京都   | 菊花賞         | GI       | 芝3000m（良） | 18    | 3     | 5     | 139.8（13人）   | 13着 | R3:05.0（36.4）     | -1.7 | 0藤岡康太 | 57        | サトノダイヤモンド     | 486         |
| 2017.01.07 | 中山   | 迎春S          | 1600万下 | 芝2200m（良） | 11    | 3     | 5     | 003.40（2人）   | 01着 | R2:12.6（34.8）     | -0.3 | 0内田博幸 | 56        | （ペンタトニック）     | 502         |
| 0000.01.22 | 中山   | AJCC           | GII      | 芝2200m（良） | 17    | 1     | 1     | 007.10（3人）   | 03着 | R2:12.2（36.3）     | -0.3 | 0内田博幸 | 55        | タンタアレグリア       | 498         |
| 0000.03.25 | 中山   | 日経賞         | GII      | 芝2500m（良） | 16    | 6     | 11    | 034.90（7人）   | 02着 | R2:32.9（36.2）     | -0.1 | 0藤岡佑介 | 55        | シャケトラ             | 500         |
| 2018.09.23 | 中山   | オールカマー   | GII      | 芝2200m（良） | 12    | 7     | 9     | 039.60（8人）   | 10着 | R2:13.3（36.8）     | -2.1 | 0北村宏司 | 56        | レイデオロ             | 500         |
| 0000.11.17 | 京都   | アンドロメダS  | OP       | 芝2000m（良） | 15    | 7     | 12    | 009.30（4人）   | 06着 | R2:01.0（34.9）     | -0.6 | 0藤岡佑介 | 56        | ドレッドノータス       | 496         |
| 2019.01.20 | 中山   | AJCC           | GII      | 芝2200m（良） | 11    | 6     | 6     | 049.40（8人）   | 10着 | R2:15.0（35.7）     | -1.3 | 0北村宏司 | 56        | シャケトラ             | 504         |
| 0000.04.14 | 福島   | 福島民報杯     | L        | 芝2000m（良） | 15    | 3     | 4     | 017.00（9人）   | 06着 | R1:59.3（36.8）     | -0.7 | 0横山武史 | 56        | レッドローゼス         | 496         |
| 0000.05.11 | 京都   | 都大路S        | L        | 芝1800m（良） | 11    | 7     | 9     | 028.30（8人）   | 10着 | R1:46.4（36.2）     | -1.8 | 0藤岡佑介 | 56        | ソーグリッタリング     | 504         |
| 0000.07.21 | 福島   | 福島テレビOP   | OP       | 芝1800m（稍） | 14    | 4     | 6     | 024.40（9人）   | 03着 | R1:49.0（35.9）     | -0.1 | 0柴田大知 | 56        | リライアブルエース     | 502         |
| 0000.09.01 | 札幌   | 丹頂S          | OP       | 芝2600m（良） | 14    | 8     | 13    | 015.10（8人）   | 12着 | R2:43.1（38.0）     | -2.3 | 0横山武史 | 55        | ポンデザール           | 502         |
| 0000.09.15 | 中山   | ラジオ日本賞   | OP       | ダ1800m（良） | 11    | 8     | 10    | 041.8（10人）   | 11着 | R1:56.2（40.5）     | -3.2 | 0木幡巧也 | 56        | ローズプリンスダム     | 498         |
| 2020.02.01 | 東京   | 白富士S        | L        | 芝2000m（良） | 14    | 6     | 10    | 265.8（14人）   | 08着 | R1:59.7（34.5）     | -0.6 | 0木幡巧也 | 56        | インビシブルレイズ     | 500         |
| 0000.02.22 | 東京   | ダイヤモンドS  | GIII     | 芝3400m（良） | 16    | 8     | 16    | 325.5（16人）   | 01着 | R3:31.2（37.4）     | -0.0 | 0木幡巧也 | 54        | （メイショウテンゲン） | 498         |
| 0000.05.03 | 京都   | 天皇賞（春）   | GI       | 芝3200m（良） | 14    | 6     | 9     | 068.7（12人）   | 12着 | R3:18.7（36.3）     | -2.2 | 0木幡巧也 | 58        | フィエールマン         | 502         |
| 0000.05.31 | 東京   | 目黒記念       | GII      | 芝2500m（良） | 18    | 5     | 10    | 057.3（13人）   | 13着 | R2:30.6（36.0）     | -1.0 | 0木幡巧也 | 56        | キングオブコージ       | 498         |

## 血統表
| ミライヘノツバサの血統          | ミライヘノツバサの血統                                                                | ミライヘノツバサの血統                                                                | （血統表の出典）                                                                      | （血統表の出典）  |
| 父系                            | サンデーサイレンス系                                                                  | サンデーサイレンス系                                                                  | サンデーサイレンス系                                                                  | [ § 2 ]           |
| 父 ドリームジャーニー 2004 鹿毛 | 父の父ステイゴールド 1994 黒鹿毛                                                      | *サンデーサイレンス                                                                   | Halo                                                                                  | Halo              |
| 父 ドリームジャーニー 2004 鹿毛 | 父の父ステイゴールド 1994 黒鹿毛                                                      | *サンデーサイレンス                                                                   | Wishing Well                                                                          |                   |
| 父 ドリームジャーニー 2004 鹿毛 | 父の父ステイゴールド 1994 黒鹿毛                                                      | ゴールデンサッシュ                                                                    | *ディクタス                                                                           | *ディクタス       |
| 父 ドリームジャーニー 2004 鹿毛 | 父の父ステイゴールド 1994 黒鹿毛                                                      | ゴールデンサッシュ                                                                    | ダイナサッシュ                                                                        |                   |
| 父 ドリームジャーニー 2004 鹿毛 | 父の母オリエンタルアート 1997 栗毛                                                    | メジロマックイーン                                                                    | メジロティターン                                                                      | メジロティターン  |
| 父 ドリームジャーニー 2004 鹿毛 | 父の母オリエンタルアート 1997 栗毛                                                    | メジロマックイーン                                                                    | メジロオーロラ                                                                        |                   |
| 父 ドリームジャーニー 2004 鹿毛 | 父の母オリエンタルアート 1997 栗毛                                                    | エレクトロアート                                                                      | *ノーザンテースト                                                                     | *ノーザンテースト |
| 父 ドリームジャーニー 2004 鹿毛 | 父の母オリエンタルアート 1997 栗毛                                                    | エレクトロアート                                                                      | *グランマスティーヴンス                                                               |                   |
| 母 タムロブライト 2006 芦毛     | 母の父*シルバーチャーム Silver Charm 1994 芦毛                                        | Silver Buck                                                                           | Backpasser                                                                            | Backpasser        |
| 母 タムロブライト 2006 芦毛     | 母の父*シルバーチャーム Silver Charm 1994 芦毛                                        | Silver Buck                                                                           | Silver True                                                                           |                   |
| 母 タムロブライト 2006 芦毛     | 母の父*シルバーチャーム Silver Charm 1994 芦毛                                        | Bonnie's Poker                                                                        | Poker                                                                                 | Poker             |
| 母 タムロブライト 2006 芦毛     | 母の父*シルバーチャーム Silver Charm 1994 芦毛                                        | Bonnie's Poker                                                                        | What a Surprise                                                                       |                   |
| 母 タムロブライト 2006 芦毛     | 母の母タムロチェリー 1999 栗毛                                                        | *セクレト                                                                             | Northern Dancer                                                                       | Northern Dancer   |
| 母 タムロブライト 2006 芦毛     | 母の母タムロチェリー 1999 栗毛                                                        | *セクレト                                                                             | Betty's Secret                                                                        |                   |
| 母 タムロブライト 2006 芦毛     | 母の母タムロチェリー 1999 栗毛                                                        | ミスグローリー                                                                        | サクラユタカオー                                                                      | サクラユタカオー  |
| 母 タムロブライト 2006 芦毛     | 母の母タムロチェリー 1999 栗毛                                                        | ミスグローリー                                                                        | *グラツドタイデイングス                                                               |                   |
| 母系(F-No.)                     | (FN:f-11)                                                                             | (FN:f-11)                                                                             | (FN:f-11)                                                                             | [ § 3 ]           |
| 5代内の近親交配                 | Northern Dancer 5×4=9.38% Hail to Reason 5×5=6.25% ノーザンテースト 5･4（父内）=9.38% | Northern Dancer 5×4=9.38% Hail to Reason 5×5=6.25% ノーザンテースト 5･4（父内）=9.38% | Northern Dancer 5×4=9.38% Hail to Reason 5×5=6.25% ノーザンテースト 5･4（父内）=9.38% | [ § 4 ]           |
| 出典                            | 1. 2. 3. 4.                                                                           | 1. 2. 3. 4.                                                                           | 1. 2. 3. 4.                                                                           | 1. 2. 3. 4.       |

- 祖母タムロチェリーは2001年阪神ジュベナイルフィリーズの優勝馬。青森産馬としては同じく諏訪牧場生産のグリーングラス以来の中央GI制覇を成し遂げた。また、タムロチェリーは奇しくも本馬と同じく「父にとって初の中央重賞制覇を最低人気で達成した」馬でもある（2001年小倉2歳ステークス）[23]。
- 4代母の半姉Gay Millyの子孫にピルサドスキー・ファインモーション兄妹やユームザイン、レッドキングダムなど。詳細はゲイリー_(競走馬)#ファミリーラインを参照。